# Tipton (Indiana)
Tipton è una città degli Stati Uniti d'America, capoluogo dell'omonima contea, nello Stato dell'Indiana.